# Vinogradci
Vinogradci es una localidad de Croacia en el ejido del municipio de Belišće, condado de Osijek-Baranya.

## Geografía
Se encuentra a una altitud de 88 m s. n. m. a 294 km de la capital nacional, Zagreb.

## Demografía
En el censo 2011 el total de población de la localidad fue de 256 habitantes.
| Gráfica de población de Vinogradci 1857-2011                        |
|                                                                     |
| Según los censos de población de la oficina estadística de Croacia. |